# Beertje Paddington
Beertje Paddington is een personage uit de Engelse kinderliteratuur. Hij verscheen voor het eerst op 13 oktober 1958 in het boek A Bear Called Paddington, geschreven door Michael Bond en geïllustreerd door Peggy Fortnum. De boeken van Beertje Paddington zijn in dertig talen vertaald en er zijn meer dan 30 miljoen exemplaren van verkocht. Onder licentie komt de beeltenis van Beertje Paddington ook in veel merchandising-artikelen terug.
Paddington is geboren in Peru en groeide op bij zijn tante Lucy. Zij leerde hem ook Engels, omdat ze er zeker van was dat hij ooit naar Groot-Brittannië zou gaan. Zijn oom Pastuzo had een café, hoog in de bergen van Peru. Van oom Pastuzo is na een aardbeving niets meer vernomen. Het enige wat hij achterliet, was zijn favoriete rode hoed en zijn koffertje met geheime ruimte.
Toen tante Lucy verhuisde naar het tehuis voor gepensioneerde beren in Lima, zette zij haar neef als verstekeling op de SS Karenia. Hij moest zich op de boot verstoppen om ontdekking te voorkomen, met niemand in de buurt om hem te helpen als het fout ging. Paddington wilde helemaal van Lima naar Londen. Het enige wat hij bij zich had, waren vijf potten marmelade. Het was gelukkig wel het lekkerste wat Paddington kende. Toen hij uiteindelijk aankwam in Southampton, nam hij de trein naar Londen, waar hij urenlang op station London Paddington zat. Aan zijn jas zat een kaartje met de tekst Please look after this bear. Thank you (Wilt u alstublieft op deze beer passen? Dank u). Uiteindelijk werd hij gevonden door de Browns, die hem meenamen naar huis. Beertje Paddington is genoemd naar het station waar hij gevonden werd.

## Oorsprong
Het begin van het idee dat later zou uitgroeien tot Paddington ontstond in 1956, toen Michael Bond, cameraman bij de BBC, op de avond voor Kerstmis nog gauw een paar cadeautjes moest kopen. In een winkel ontdekte hij een beer die helemaal in zijn eentje op een plank zat. Michael Bond kocht hem meteen. Twee jaar later verscheen het eerste Paddingtonboek. 'Het is geen knuffelbeer,' zei Michael Bond. 'Het is meer een beer die in een hoek moet staan. Daarom heeft hij ook kaplaarzen aan.'

## Televisie
Er zijn meerdere series over Paddington gemaakt.
- Paddington (1976-1980): in 1976 zond de BBC de eerste televisieserie over Paddington uit. Dat was een stop-motionopname van een teddybeer voor een tweedimensionale getekende achtergrond.
- Beertje Paddington (1989-1990): in 1989 maakte Hanna-Barbera een tekenfilmserie rond de beer.
- Beertje Paddington (1997-2000): in 1997 zijn de belevenissen van Paddington bewerkt tot een tekenfilmserie met meer dan 100 afleveringen. In datzelfde jaar werd Michael Bond vanwege zijn creatie geridderd door de Britse koningin.

## Film
In 2015 kwam de verfilming Paddington uit, gevolgd door Paddington 2 (2017) en Paddington in Peru (2024).

## Queen and Paddington
Bij de viering van het platina regeringsjubileum van koningin Elizabeth II op 4 juni 2022 trad Paddington op in een sketch met de koningin waarin hij haar tijdens een bezoek met thee en sandwiches met marmelade namens iedereen dankte voor alles. De opgenomen scène ging vooraf aan een groot jubileumconcert bij Buckingham Palace, dat geopend werd door de rockgroep Queen.